# Senta Moses
Senta Michelle Moses (Elmhurst, Illinois, 8 de agosto de 1973) es una actriz estadounidense. Es reconocida por su papel de Phoebe, la asistente de laboratorio en el programa de ciencia El mundo de Beakman y por su participación en la popular película Home Alone, interpretando a Tracy McCallister, prima de Kevin.

## Biografía
Moses nació en Elmhurst, Illinois. Es descendiente de italianos y libaneses. Con apenas seis meses de edad apareció en un comercial publicitario. Desde entonces ha aparecido en más de 100 comerciales en su país, incluyendo spots para Teleflora, Wendy's y Toyota.
A los siete años interpretó a Molly en el musical Annie, realizando 487 presentaciones. En 1990 actuó en la película Home Alone y en su secuela de 1992, Home Alone 2: Lost in New York, como la prima de Kevin McCallister (Macaulay Culkin). A partir de ese momento ha actuado en películas como Choose Connor, Can't Hardly Wait, D.C. Cab, Scream Queen, The Kiss y Tequila Body Shots. Sus créditos en televisión incluyen a Strong Medicine, The Education of Max Bickford, Everybody Loves Raymond, The Division, Touched by an Angel, Party of Five, My So-Called Life, Sister, Sister, Greek y General Hospital.
Moses también estuvo en un grupo de comediantes improvisadores llamado "Danger Danger". Actualmente reside en Los Ángeles.

## Filmografía
| Año  | Título                         | Rol                | Notas                        |
| ---- | ------------------------------ | ------------------ | ---------------------------- |
| 1982 | Things Are Tough All Over      | Niña               |                              |
| 1983 | D.C. Cab                       | Hija del embajador |                              |
| 1990 | Home Alone                     | Tracy McCallister  |                              |
| 1992 | Home Alone 2: Lost in New York | Tracy McCallister  |                              |
| 1999 | Tequila Body Shots             | Linda              |                              |
| 2001 | Dodgeball                      | Rose               |                              |
| 2001 | Best Friends                   | Tara               | Película corta               |
| 2003 | Scream Queen                   | Missy              |                              |
| 2003 | The Kiss                       | Julianna           |                              |
| 2007 | Choose Connor                  | Stacy              | Conocida como The Politician |
| 2008 | Boiler Maker                   | Willow             |                              |
| 2010 | 10 Years Later                 | Becky Clark        |                              |
| 2011 | Love, Gloria                   | Bonnie             |                              |
| 2013 | Slightly Single in L.A.        | Vanessa            |                              |

| Año     | Título                        | Rol               | Notas                        |
| ------- | ----------------------------- | ----------------- | ---------------------------- |
| 1984    | Lottery!                      |                   | "Miami: Sharing"             |
| 1986    | ABC Weekend Special           | Rebecca           | "The Day the Kids Took Over" |
| 1991    | Who's the Boss?               | Taylor            | "Field of Screams"           |
| 1992    | Baby Talk                     |                   | "Requiem for a Lightweight"  |
| 1993    | Running the Halls             | Nikki Watson      | 13 episodios                 |
| 1994    | California Dreams             | Rosie Melcher     | "Yoko, Oh No!"               |
| 1994–95 | My So-Called Life             | Delia Fisher      | 3 episodios                  |
| 1995    | Party of Five                 | Madeline          | "All-Nighters"               |
| 1995    | Step by Step                  | Lauren            | "The Wall"                   |
| 1996    | Kirk                          | Tina Balducci     | "The Spare"                  |
| 1996    | CBS Schoolbreak Special       |                   | "Crosstown"                  |
| 1996    | Maybe This Time               | Felice            | "Stand Up Your Man"          |
| 1997    | Born Into Exile               | Lauren            |                              |
| 1996–97 | El mundo de Beakman           | Phoebe            | 26 episodios                 |
| 1997–98 | Sister, Sister                | Dot               | 6 episodios                  |
| 1998    | Touched by an Angel           | Katy              | "Last Dance"                 |
| 1998    | Perfect Prey                  | Mujer             |                              |
| 1998    | Everybody Loves Raymond       | Lisa              | "The Sitter"                 |
| 1998    | One World                     | Natalie Zuckerman | "Crushes, Lies & Zuckerman"  |
| 1999    | Sorority                      | Megan             | Piloto                       |
| 1999    | Vengeance Unlimited           | Gina              | "Critical"                   |
| 2000    | Opposite Sex                  | Petra             | "The Car Episode"            |
| 2000    | Bull                          | Cookie Rutigliano |                              |
| 2001    | The Education of Max Bickford | Ms. Pratt         | Piloto                       |
| 2003    | The Division                  | Lauren            | "Testimonial"                |
| 2005    | Strong Medicine               | Delia Pryor       | "New Blood"                  |
| 2007    | Ghost Whisperer               | Alyssa Adams      | "The Walk-In"                |
| 2007    | The Kidnapping                | Karen             | Black Friday                 |
| 2008    | Bones                         | April Presa       | "The Man in the Mud"         |
| 2009    | General Hospital              | Winifred Leeds    | 42 episodios                 |
| 2008–09 | Greek                         | Lizzi             | 5 episodios                  |
| 2009    | The Wishing Well              | Michelle          |                              |
| 2010    | Castle                        | Michele Langford  | "The Third Man"              |
| 2011    | Working Class                 | Megan             | "Short, Then Sweet"          |
| 2012    | The Mentalist                 | Tiffany Stark     | "Black Cherry"               |
| 2012    | Rizzoli & Isles               | Ruby Burke        | "Virtual Love"               |
| 2014    | Faking It                     | Penelope          |                              |
| 2015    | Bella and the Bulldogs        | Mrs. Silverstein  |                              |
| 2015    | Girl Meets World              | Alterna-Cory      | "Girl Meets Gravity"         |